# مسرح الملوك، ساوث سي
مسرح الملوك (Kings Theatre) هو مسرح يقع في ساوث سي، بورتسموث. يتسع المسرح ل 1600 شخص وتم افتتاحف بتاريخ 30 سبتمبر 1907.

## إعادة الترميم
تم إعادة ترميم المبنة في عام حيث تماعادة ترميم الجدران وتركيب البرج اعلا المسرح

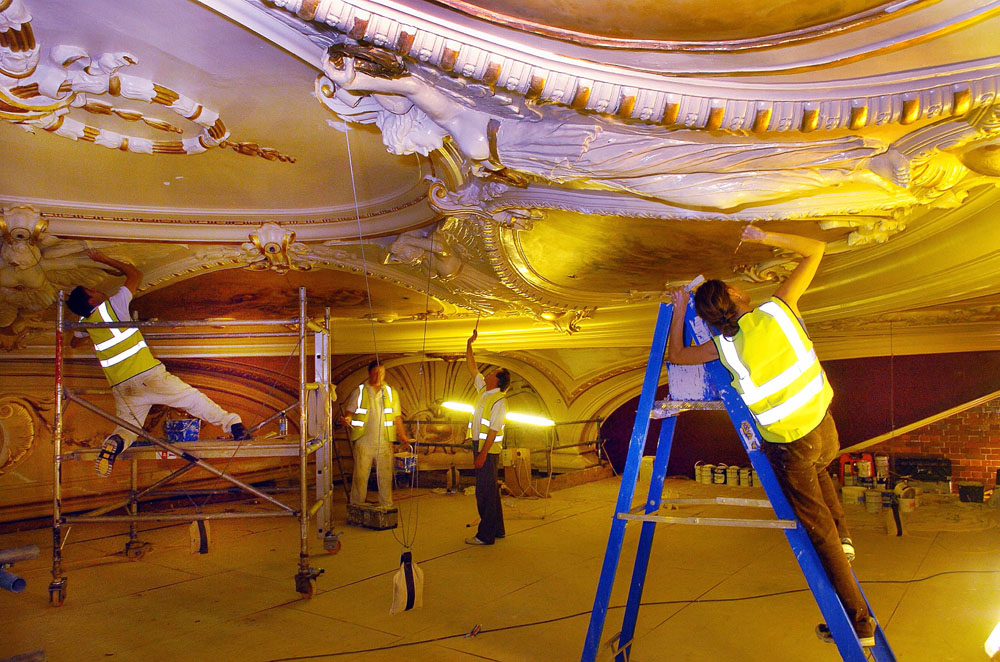
اعادة تركيب السقف
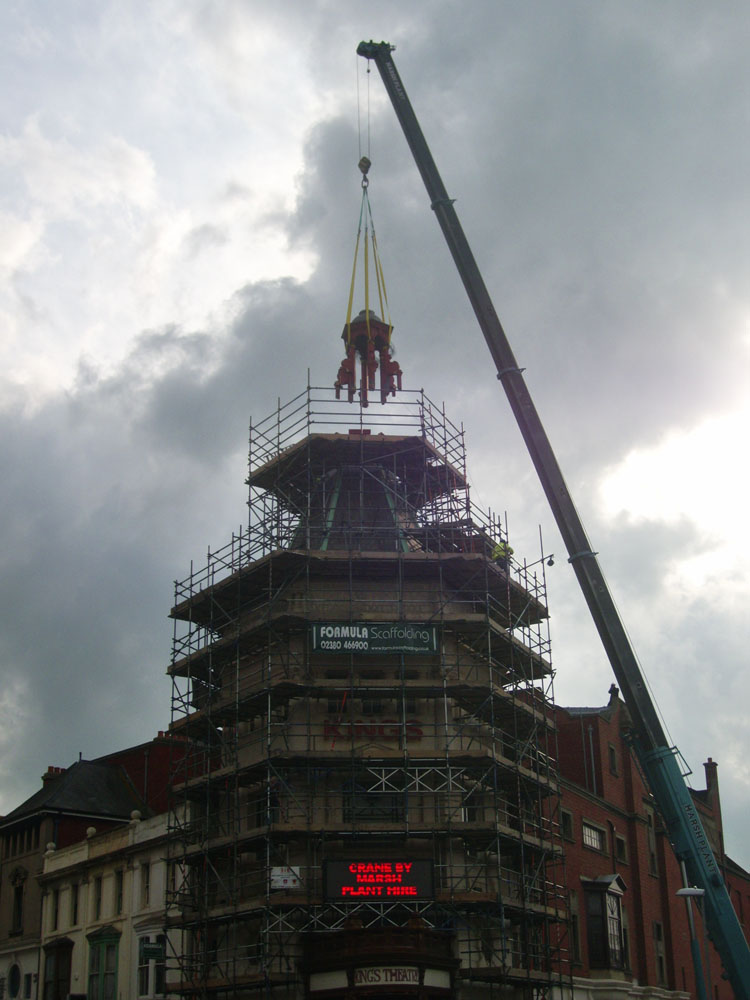
اعادة تركيب البرج